# Le Catcheur masqué
Pour les articles homonymes, voir The Main Event.
Pour plus de détails, voir Fiche technique et Distribution.
Le Catcheur masqué (The Main Event) est un film américain réalisé par Jay Karas, sorti en 2020.

## Synopsis
Leo, un enfant de 11 ans, découvre un masque de catch magique et s'engage dans une compétition pour devenir la nouvelle star de ce sport.

## Fiche technique
- Titre : Le Catcheur masqué
- Titre original : The Main Event
- Réalisation : Jay Karas
- Scénario : Larry Postel, Zach Lewis, Jim Mahoney et Peter Hoare
- Musique : Photek
- Photographie : Karsten Gopinath
- Montage : Dan Schalk
- Production : Richard Lowell
- Société de production : WWE Studios
- Pays :  États-Unis
- Genre : Action, comédie et fantastique
- Durée : 101 minutes
- Dates de sortie : 
  - Netflix : 10 avril 2020

## Distribution
- Seth Carr : Leo
- Tichina Arnold (VF : Pascale Vital) : la grand-mère
- Adam Pally (VF : Sylvain Agaësse) : Steve
- Ken Marino (VF : Nessym Guetat) : Frankie
- Aryan Simhadri : Riyaz
- Momona Tamada : Erica
- Glen Gordon : Caleb
- Babatunde Aiyegbusi : Samson
- Josh Zaharia : Trevor
- Dallas Young : Mason
- Bodhi Sabongui : Luke
- Matt Polinsky : lui-même
- Renee Young : elle-même
- Kofi Kingston (VF : Jean-Michel Vaubien) : lui-même
- The Miz (VF : Benoît Du Pac) : lui-même
- Sheamus : lui-même
- Lucie Guest : Mlle. Cartwright

## Accueil
Le film a reçu un accueil mitigé de la critique. Il obtient un score moyen de 52 % sur Metacritic.